# Cuenca del río Rapel
La cuenca del río Rapel es el espacio natural comprendido por la cuenca hidrográfica del río Rapel. Este espacio coincide con el espacio administrativo homónimo definido en el inventario de cuencas (BNA) de Chile con el número 060 que se extiende desde la divisoria de las aguas en la cordillera de los Andes hasta su desembocadura en el océano Pacífico. Se subdivide en 6 subcuencas y 51 subsubcuencas con un total de 13.576  km².
El inventario de cuencas (DARH) le asigna el código 0600 (con cuatro cifras).
A partir de la década de los años 1970 se ha ampliado el concepto de cuenca hasta entender, ya en los primeros años del siglo XXI, una cuenca hidrográfica en lo que respecta a su definición espacial y funcional, como la unidad geopolítica y socioeconómica más apropiada y racional para el desarrollo integrado de los recursos de tierras y aguas asociados a la vegetación y en conjunto con los usuarios de nivel local y regional.: 17 

Cuenca del río Rapel, la número 060.

## Límites y relieve
La cuenca desemboca bordeando la localidad de La Boca de la comuna de Navidad en el océano Pacífico y, siguiendo la dirección de los punteros del reloj, limita al norte con el ítem 058 del inventario de cuencas de Chile, el que incluye entre otros al estero El Yali y al estero Maitenlahue, luego con los afluentes más australes de la cuenca del río Maipo, el estero Popeta, el estero Codegua y ya en la cordillera, con el origen mismo del río Maipo. Hacia el este y separado por la cordillera de los Andes, limita con la cuenca trasandina del río Diamante tributario del Desaguadero. Hacia el sur limita con la cuenca del río Mataquito y en el suroeste con el ítem 061 llamado cuencas costeras Rapel-estero Nilahue.
Sus extremos alcanzan las coordenadas geográficas 33°53′ S, 35°0′ S, 70°2′ O y 71°50′ O.
Es una cuenca exorreica que desemboca en el océano. Dentro de la cuenca se pueden diferenciar cinco unidades características: cordillera de los Andes, precordillera, depresión intermedia, cordillera de la Costa (Chile) y planicies litorales.

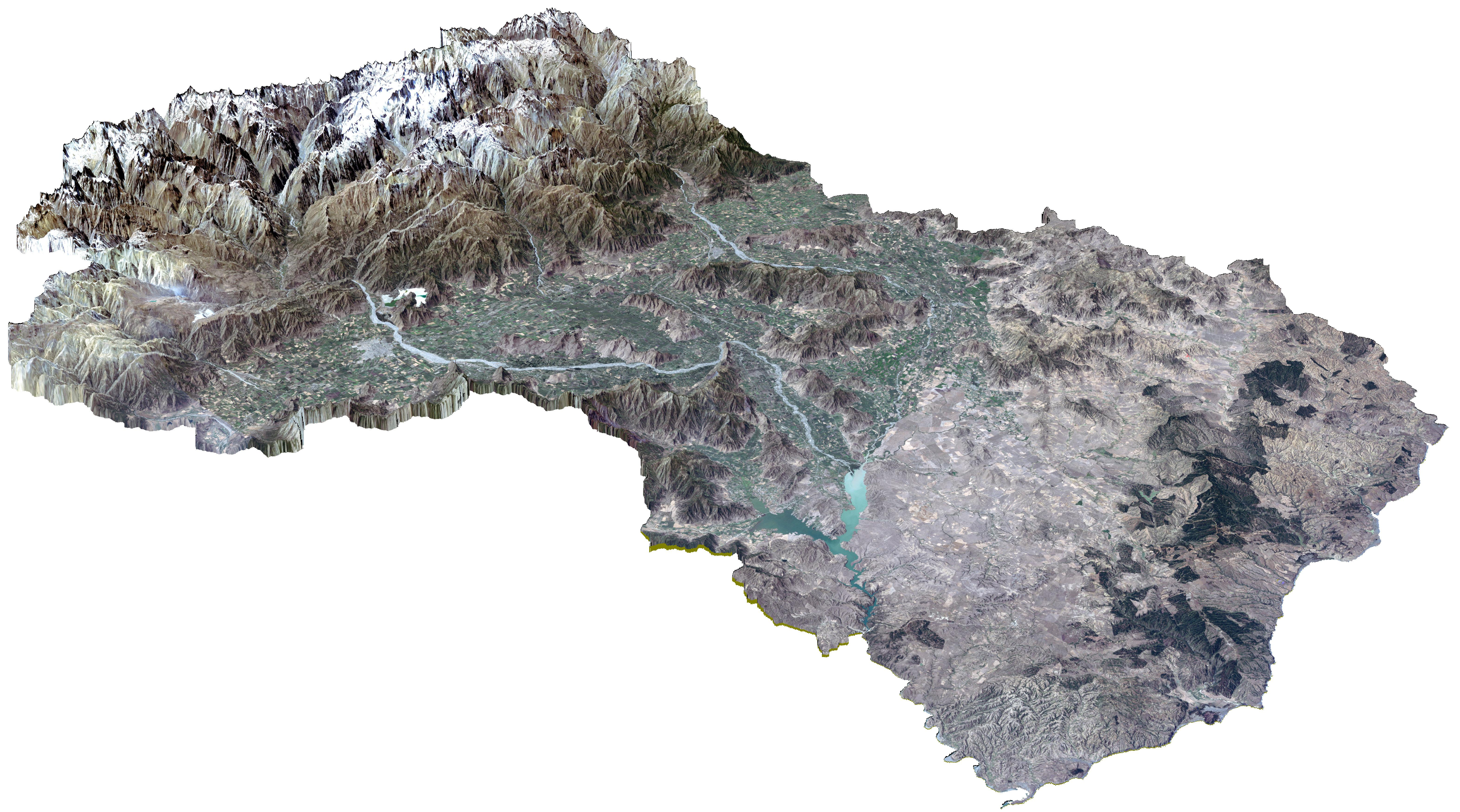
Perspectiva tridimensional de la cuenca del río rapel.

## Población

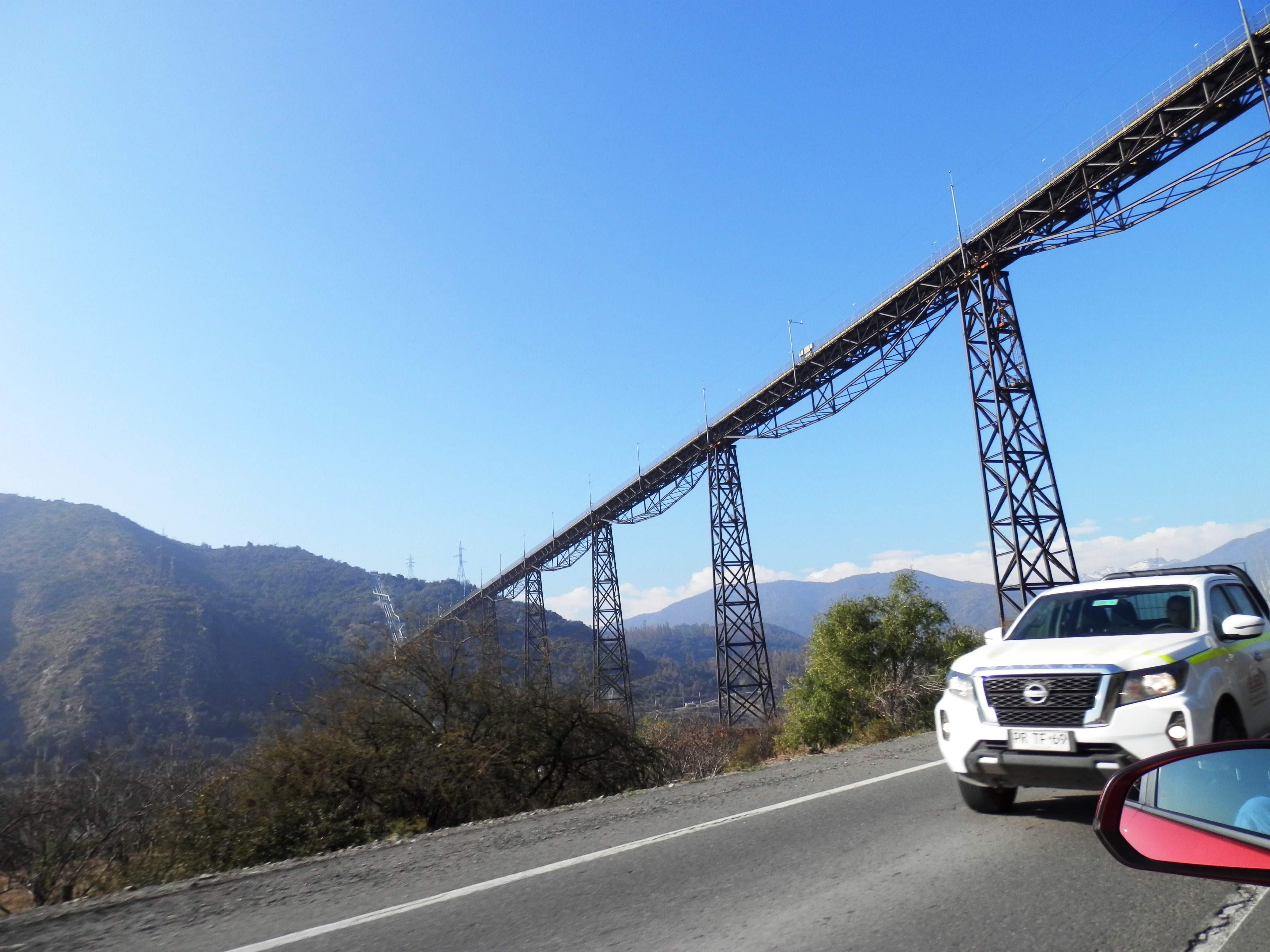
Canal de relaves con destino a Carén.

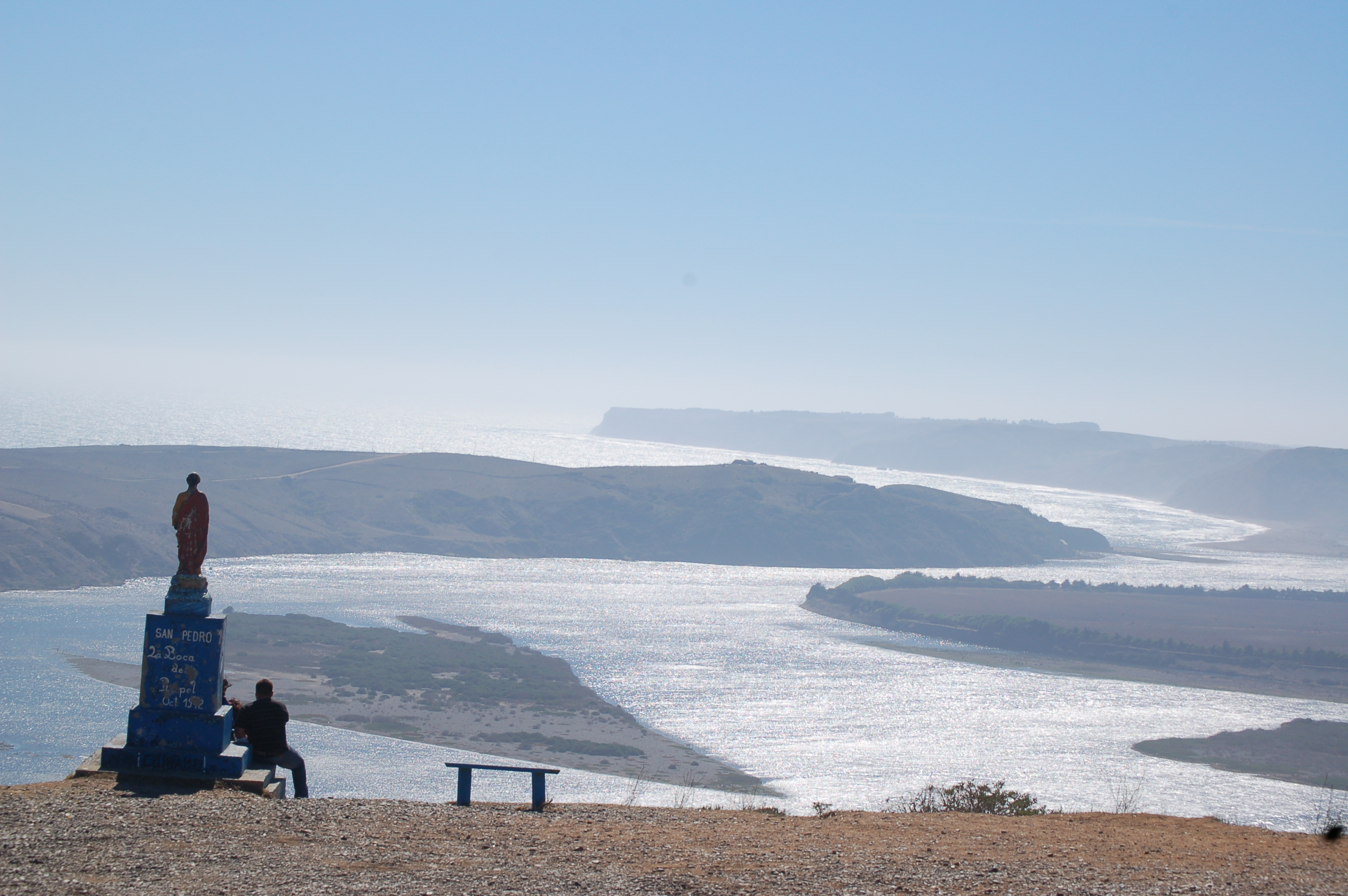
Desembocadura del río Rapel.

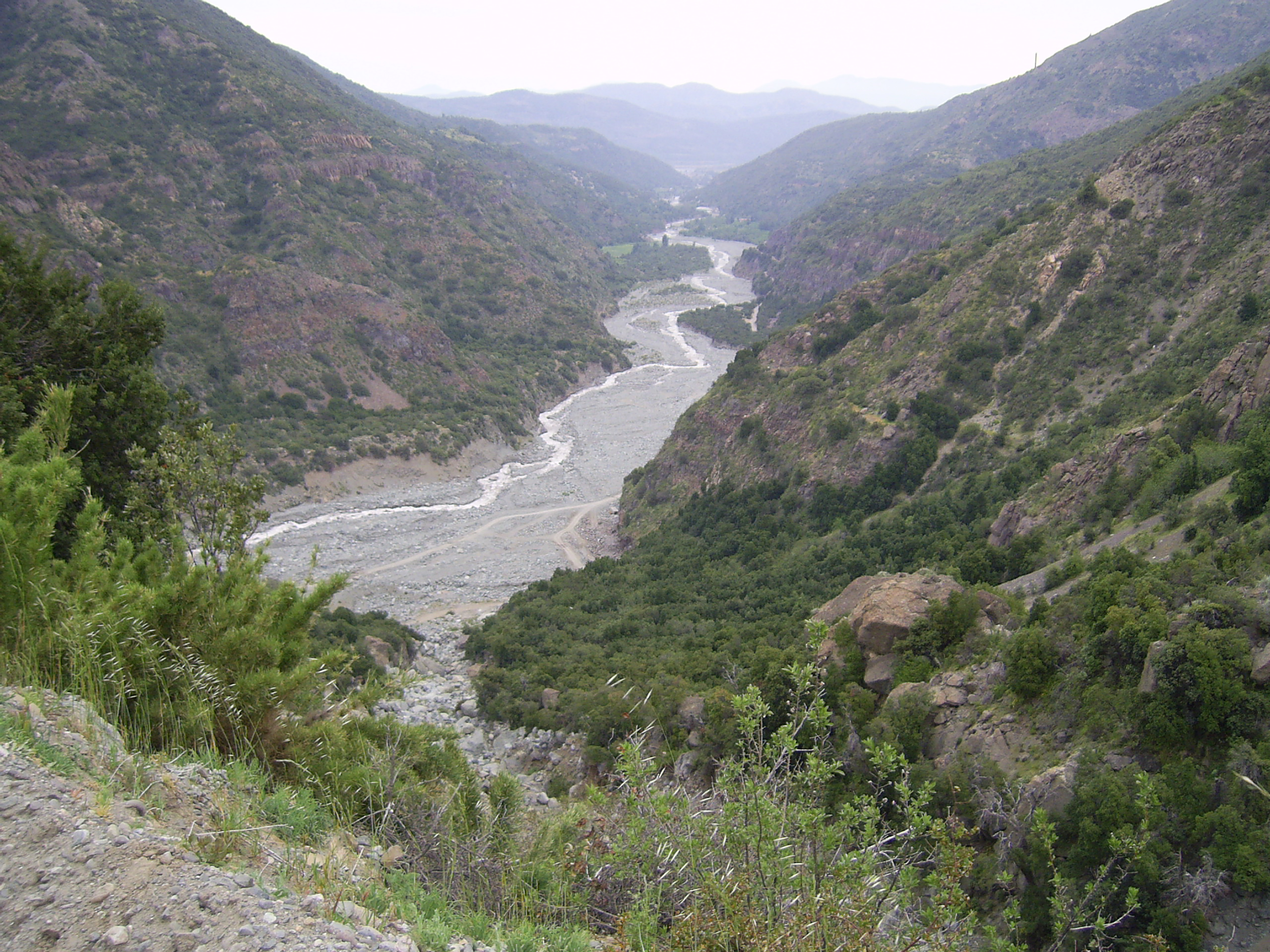
Río Pangal en Machalí.

La cuenca se extiende por 4 Regiones de Chile, pero mayoritariamente en la Región de O’Higgins (92%) y la Región Metropolitana (7%), quedando solo marginalmente representada en la Región de Maule (0,8%) y la Región de Valparaíso (0,2%).: 2–29 
| Nombre                     | Población comunal en 2002 | Población urbana en 2002 | Cauces asociados   |
| -------------------------- | ------------------------- | ------------------------ | ------------------ |
| Rancagua                   | 214.344                   | 206.971                  | Río Cachapoal      |
| San Fernando               | 63.732                    | 51.136                   | Río Tinguiririca   |
| Rengo                      | 50.830                    | 37.075                   | Río Claro de Rengo |
| San Vicente de Tagua Tagua | 40.253                    | 21.965                   | Estero Zamorano    |
| Santa Cruz                 | 32.387                    | 18.603                   | Río Tinguiririca   |
| Chimbarongo                | 32.316                    | 16.889                   | Río Tinguiririca   |
| Machalí                    | 28.628                    | 26.852                   | Río Cachapoal      |
| Graneros                   | 25.961                    | 22.674                   | Estero Las Cadenas |
| Las Cabras                 | 20.242                    | 7.548                    | Río Cachapoal      |
| Coltauco                   | 16.228                    | 6.958                    | Río Cachapoal      |
| Nancagua                   | 15.634                    | 9.264                    | Río Tinguiririca   |
| Peumo                      | 13.948                    | 7.628                    | Río Cachapoal      |
| Quinta de Tilcoco          | 11.380                    | 5.850                    | Río Claro de Rengo |

## Subdivisiones
La Dirección General de Aguas subdivide o reúne las cuencas de Chile acorde a las necesidades de estudio y gestión. Existen dos inventarios que han logrado ser aceptados como principales, el inventario de cuencas del Banco Nacional de Aguas (BNA) de 1978, de mayor uso, y el inventario de cuencas del Departamento de Administración de Recursos Hídricos (DARH) de 2014 de mejor cartografía que ha obligado a redefinir algunos límites, a veces con cambios mayores, pero también por algunas redefiniciones del concepto de subcuenca.
Bajo el BNA el código del ítem es 060 y con el DARH es 0600.
La subdivisión del BNA es como sigue:
| Sub- cuenca          | Subsub- cuenca | Aguas                                                                          | Área drenaje km² |
| -------------------- | -------------- | ------------------------------------------------------------------------------ | ---------------- |
| 060 Río Rapel (mapa) |                |                                                                                |                  |
| 0600                 | 06000          | Río Cachapoal antes junta Río Cortaderal                                       | 503              |
| 0600                 | 06001          | Río Cortaderal en desembocadura Laguna Pejerreyes                              | 219              |
| 0600                 | 06002          | Río Cotaderal Entre Laguna Pejerreyes y Río Cachapoal                          | 210              |
| 0600                 | 06003          | Río Cachapoal entre Río Cortaderal y Río Pangal                                | 497              |
| 0600                 | 06004          | Río Pangal (Río Paredones) en junta con Río Blanco                             | 281              |
| 0600                 | 06005          | Río Blanco                                                                     | 238              |
| 0600                 | 06006          | Río Pangal entre Río Blanco y Río Cachapoal                                    | 91               |
| 0600                 | 06007          | Estero Coya                                                                    | 254              |
| 0600                 | 06008          | Río Cachapoal entre Río Pangal y Río Claro                                     | 187              |
| 0600                 | 06009          | Río Claro                                                                      | 226              |
| 0601                 | 06010          | Río Cachapoal entre Río Claro y Estero Las Cadenas                             | 394              |
| 0601                 | 06011          | Estero Las Cadenas                                                             | 497              |
| 0601                 | 06012          | Río Cachapoal Entre Estero Las Cadenas y Río Claro (de Rengo)                  | 433              |
| 0601                 | 06013          | Río Claro hasta Estero Tipaume                                                 | 375              |
| 0601                 | 06014          | Estero Tipaume                                                                 | 231              |
| 0601                 | 06015          | Río Claro Entre Estero Tipaume y Río Cachapoal                                 | 337              |
| 0601                 | 06016          | Estero Zamorano hasta Estero Rigolemu                                          | 441              |
| 0601                 | 06017          | Estero Rigolemu                                                                | 181              |
| 0601                 | 06018          | Estero Zamorano Entre Estero Rigolemu y Río Cachapoal                          | 411              |
| 0601                 | 06019          | Estero Cachapoal entre Estero Claro y Central Rapel                            | 293              |
| 0602                 | 06020          | Río Tinguiririca hasta bajo junta Río Las Damas                                | 187              |
| 0602                 | 06021          | Río Tinguiririca Entre Río Las Damas y Río del Azufre                          | 194              |
| 0602                 | 06022          | Río Portillo                                                                   | 160              |
| 0602                 | 06023          | Río Azufre hasta Río Portillo                                                  | 167              |
| 0602                 | 06024          | Río Azufre entre Río Portillo y Río Tinguiririca                               | 265              |
| 0602                 | 06025          | Río Tinguiririca entre Río Azufre y Río Clarillo                               | 158              |
| 0602                 | 06026          | Río Clarillo                                                                   | 286              |
| 0602                 | 06027          | Río Claro                                                                      | 365              |
| 0602                 | 06028          | Río Tinguiririca Entre Río Clarillo y Bajo Junta Río Claro                     | 62               |
| 0603                 | 06030          | Río Tinguiririca entre Río Claro y Lo Moscoso                                  | 203              |
| 0603                 | 06031          | Río Tinguiririca Entre Lo Moscoso y Estero Chimbarongo                         | 197              |
| 0603                 | 06032          | Estero Chimbarongo Hasta Bajo Estero Pichihuinco                               | 335              |
| 0603                 | 06033          | Estero Chimbarongo Entre Estero Pichihuinco y Embalse Convento Viejo           | 311              |
| 0603                 | 06034          | Estero Chimbarongo Entre Arriba Embalse Convento Viejo y Río Tinguiririca      | 203              |
| 0603                 | 06035          | Río Tinguiririca Entre Estero Chimbarongo y Estero Calleuque                   | 205              |
| 0603                 | 06036          | Estero Calleuque (de las Toscas) Hasta Bajo Junta Esteros Lima y del Zapal     | 238              |
| 0603                 | 06037          | Estero Calleuque (de las Toscas) Entre Estero del Zapal y Río Tinguiririca     | 312              |
| 0603                 | 06038          | Río Tinguiririca Entre Estero Calleuque y Embalse Rapel                        | 86               |
| 0604                 | 06040          | Estero Alhué hasta Estero de Piche                                             | 280              |
| 0604                 | 06041          | Estero Alhué Entre Arriba Estero de Pichi y Estero Caren                       | 295              |
| 0604                 | 06042          | Estero Caren                                                                   | 256              |
| 0604                 | 06043          | Estero Alhué Entre Estero Caren y Estero Las Palmas (Embalse Rapel)            | 160              |
| 0604                 | 06044          | Estero Las Palmas                                                              | 363              |
| 0604                 | 06045          | Estero Alhué Entre Estero Las Palmas y Antiguo Lecho Río Rapel                 | 69               |
| 0605                 | 06050          | Estero Cadenas hasta bajo Estero Chequen                                       | 512              |
| 0605                 | 06051          | Estero Cadenas Entre Estero Chequen y Embalse Rapel                            | 311              |
| 0605                 | 06052          | Estero San Miguel                                                              | 370              |
| 0605                 | 06053          | Embalse Central Rapel hasta Estero Alhué                                       | 128              |
| 0605                 | 06054          | Embalse Central Rapel Entre Brazo Estero Alhué y Muro Central Rapel            | 306              |
| 0605                 | 06055          | Río Rapel Entre Muro Embalse Central Rapel y Bajo Estero Corneche              | 293              |
| 0605                 | 06056          | Río Rapel Entre Estero Corneche y Desembocadura                                | 191              |
| Totales:             |                |                                                                                |                  |
| 6                    | 51             | Región: V-RM-VI-VII ((0,2-7-92-0,8)%) / Tipo: Exorreica / Desemb.: O. Pacífico | 13576 km²        |

La disposición de cuencas en el inventario DARH es la siguiente:
| Código       | Nombre                 | Código en mapa   | Tipología de cuenca | Vertiente de cuenca | Origen de cuenca | Temperatura media anual (C°) | Temperatura máxima (C°) | Temperatura mínima (C°) | Precipitación anual (mm) | Número de estaciones fluviométricas | Número de estaciones pluviométricas | Área (km²)       |
| ------------ | ---------------------- | ---------------- | ------------------- | ------------------- | ---------------- | ---------------------------- | ----------------------- | ----------------------- | ------------------------ | ----------------------------------- | ----------------------------------- | ---------------- |
| 0600         | Cuenca Río Rapel       | Cuenca Río Rapel | Cuenca Río Rapel    | Cuenca Río Rapel    | Cuenca Río Rapel | Cuenca Río Rapel             | Cuenca Río Rapel        | Cuenca Río Rapel        | Cuenca Río Rapel         | Cuenca Río Rapel                    | Cuenca Río Rapel                    | Cuenca Río Rapel |
| 060000       | Río Rapel              | 0                | Exorreica           | Pacífico            | Pluvial          | 16.4                         | 29.7                    | 6.6                     | 507.7                    | 1                                   | 1                                   | 778.7            |
| 06000000     | Estero El Rosario      | 1                | Exorreica           | Pacífico            | Pluvial          | 15.5                         | 28.6                    | 6.1                     | 554.6                    | 0                                   | 1                                   | 209.3            |
| 06000001     | Estero las Palmas      | 2                | Exorreica           | Pacífico            | Pluvial          | 14.6                         | 28.9                    | 4.2                     | 572.1                    | 0                                   | 1                                   | 361.1            |
| 06000002     | Estero Alhué           | 3                | Exorreica           | Pacífico            | Pluvial          | 13.7                         | 28.1                    | 3.2                     | 590.9                    | 1                                   | 1                                   | 572.4            |
| 0600000200   | Estero Carén           | 4                | Exorreica           | Pacífico            | Pluvial          | 13.4                         | 28.0                    | 2.9                     | 613.6                    | 0                                   | 2                                   | 254.6            |
| 0600000201   | Estero de Piche        | 5                | Exorreica           | Pacífico            | Pluvial          | 12.6                         | 27.0                    | 2.0                     | 635.9                    | 0                                   | 0                                   | 146.7            |
| 0600000201   | Estero de Piche        | 5                | Exorreica           | Pacífico            | Pluvial          | 12.6                         | 27.0                    | 2.0                     | 635.9                    | 0                                   | 0                                   | 146.7            |
| 0600010000   | Estero Zamorano        | 7                | Exorreica           | Pacífico            | Pluvial          | 14.1                         | 28.9                    | 3.7                     | 663.5                    | 1                                   | 2                                   | 376.5            |
| 0600010000   | Estero Zamorano        | 7                | Exorreica           | Pacífico            | Pluvial          | 14.1                         | 28.9                    | 3.7                     | 663.5                    | 1                                   | 2                                   | 376.5            |
| 0600010000   | Estero Zamorano        | 7                | Exorreica           | Pacífico            | Pluvial          | 14.1                         | 28.9                    | 3.7                     | 663.5                    | 1                                   | 2                                   | 376.5            |
| 0600010001   | Río Claro              | 10               | Exorreica           | Pacífico            | Pluvial          | 14.8                         | 29.7                    | 4.1                     | 540.9                    | 1                                   | 1                                   | 412.9            |
| 0600010001   | Río Claro              | 10               | Exorreica           | Pacífico            | Pluvial          | 14.8                         | 29.7                    | 4.1                     | 540.9                    | 1                                   | 1                                   | 412.9            |
| 0600010001   | Río Claro              | 10               | Exorreica           | Pacífico            | Pluvial          | 14.8                         | 29.7                    | 4.1                     | 540.9                    | 1                                   | 1                                   | 412.9            |
| 0600010002   | Estero Cadena          | 13               | Exorreica           | Pacífico            | Pluvial          | 13.5                         | 28.9                    | 2.4                     | 589.4                    | 1                                   | 3                                   | 468.6            |
| 06000100020  | Estero Machalí         | 14               | Exorreica           | Pacífico            | Pluvial          | 12.8                         | 28.3                    | 1.5                     | 685.2                    | 0                                   | 0                                   | 132.8            |
| 06000100020  | Estero Machalí         | 14               | Exorreica           | Pacífico            | Pluvial          | 12.8                         | 28.3                    | 1.5                     | 685.2                    | 0                                   | 0                                   | 132.8            |
| 06000100020  | Estero Machalí         | 14               | Exorreica           | Pacífico            | Pluvial          | 12.8                         | 28.3                    | 1.5                     | 685.2                    | 0                                   | 0                                   | 132.8            |
| 06000100020  | Estero Machalí         | 14               | Exorreica           | Pacífico            | Pluvial          | 12.8                         | 28.3                    | 1.5                     | 685.2                    | 0                                   | 0                                   | 132.8            |
| 0600010006   | Río Pangal             | 18               | Exorreica           | Pacífico            | Nival            | 4.4                          | 18.7                    | -6.9                    | 728.3                    | 1                                   | 1                                   | 370.5            |
| 06000100060  | Río Blanco             | 19               | Exorreica           | Pacífico            | Nival            | 3.0                          | 16.9                    | -8.2                    | 675.3                    | 0                                   | 1                                   | 237.8            |
| 0600010007   | Río de los Cipreses    | 20               | Exorreica           | Pacífico            | Nival            | 4.6                          | 19.0                    | -6.6                    | 802.8                    | 0                                   | 0                                   | 349.4            |
| 0600010008   | Río Cortaderal         | 21               | Exorreica           | Pacífico            | Nival            | 3.4                          | 17.8                    | -7.9                    | 725.8                    | 1                                   | 0                                   | 427.5            |
| 0600010009   | Río de las Leñas       | 22               | Exorreica           | Pacífico            | Nival            | 3.7                          | 18.0                    | -7.7                    | 703.6                    | 2                                   | 0                                   | 173.4            |
| 06000200     | Río Tinguiririca       | 23               | Exorreica           | Pacífico            | Pluvial          | 11.0                         | 25.8                    | 0.2                     | 802.5                    | 3                                   | 3                                   | 1004.0           |
| 0600020000   | Estero Chimbarongo     | 24               | Exorreica           | Pacífico            | Pluvial          | 14.8                         | 29.7                    | 4.2                     | 762.7                    | 3                                   | 2                                   | 398.6            |
| 06000200000  | Estero Chépica         | 25               | Exorreica           | Pacífico            | Pluvial          | 14.0                         | 29.2                    | 3.5                     | 791.3                    | 0                                   | 1                                   | 379.7            |
| 0600020001   | Estero La Condenada    | 26               | Exorreica           | Pacífico            | Pluvial          | 15.2                         | 29.8                    | 4.9                     | 638.6                    | 0                                   | 0                                   | 135.9            |
| 0600020002   | Embalse Convento Viejo | 27               | Exorreica           | Pacífico            | Pluvial          | 12.8                         | 28.1                    | 1.9                     | 912.4                    | 2                                   | 0                                   | 646.0            |
| 0600020002   | Embalse Convento Viejo | 27               | Exorreica           | Pacífico            | Pluvial          | 12.8                         | 28.1                    | 1.9                     | 912.4                    | 2                                   | 0                                   | 646.0            |
| 0600020002   | Embalse Convento Viejo | 27               | Exorreica           | Pacífico            | Pluvial          | 12.8                         | 28.1                    | 1.9                     | 912.4                    | 2                                   | 0                                   | 646.0            |
| 0600020005   | Río del Azufre         | 30               | Exorreica           | Pacífico            | Nival            | 3.8                          | 18.3                    | -7.4                    | 780.0                    | 0                                   | 0                                   | 183.5            |
| 06000200050  | Río del Portillo       | 31               | Exorreica           | Pacífico            | Nival            | 3.8                          | 18.2                    | -7.3                    | 780.1                    | 0                                   | 0                                   | 207.4            |
| 060002000500 | Río San José           | 32               | Exorreica           | Pacífico            | Nival            | 1.1                          | 15.3                    | -10.0                   | 700.2                    | 0                                   | 0                                   | 156.3            |
| 0600020006   | Río de las Damas       | 33               | Exorreica           | Pacífico            | Nival            | 1.3                          | 15.6                    | -9.9                    | 692.7                    | 0                                   | 1                                   | 156.1            |
| 06000300     | Estero Las Cadenas     | 34               | Exorreica           | Pacífico            | Pluvial          | 15.4                         | 29.5                    | 5.3                     | 664.5                    | 0                                   | 0                                   | 837.3            |
| 06000301     | Estero San Miguel      | 35               | Exorreica           | Pacífico            | Pluvial          | 15.9                         | 29.6                    | 6.0                     | 579.4                    | 0                                   | 0                                   | 374.2            |

## Hidrología

Diagrama unifilar de la red hidrográfica en la cuenca del río Rapel.

### Red hidrográfica
Los cuerpos de agua considerados en esta categoría son:

### Caudales y régimen
Las curvas de variación estacional de los ríos Cachapoal y Tinguiririca muestran un régimen claramente nival en su cuenca superior, con crecidas en los meses de los deshielos primaverales aunque aguas abajo se aprecia la influencia de las lluvias de invierno en el caudal.

### Glaciares
El inventario público de glaciares de Chile 2022 consigna un total de 754 glaciares en la cuenca, de los cuales 742 no tienen nombre. El área total cubierta es de 269 km² y se estima el volumen de agua almacenada en los glaciares en 10,8 km³. El más conocido es el glaciar Universidad.

### Humedales
El catastro del Inventario Nacional de Humedales (2020) contabiliza en la cuenca del río Rapel 4681 humedales entre naturales y artificiales con un área de 31.410 hectáreas, que se dividen en costeros, ribereños, tranques, embalses, andinos, etc.: 2–63

## Balance hídrico

Brecha hídrica en 25 importantes cuencas de Chile.

## Clima

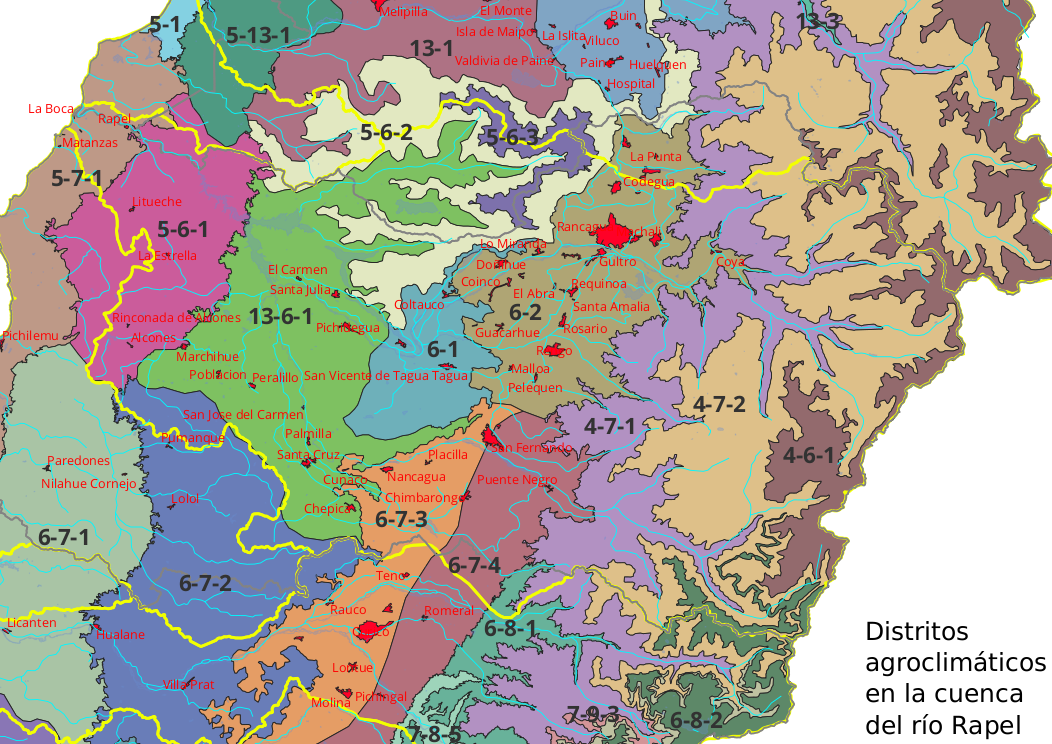
Distritos agroclimáticos en la cuenca según el Atlas agroclimático. En amarillo los límites de las cuencas, en gris los límites regionales, en rojo las ciudades.

### Generación de energía eléctrica

Centrales hidroeléctricas de pasada en la cuenca alta del río Cachapoal.